# Андоке
Андоке — один из индейских языков Колумбии. Распространён на юге страны, в штате Амасонас. Число носителей разнится от источника к источнику, по данным справочника Ethnologue, оно составляет около 370 человек (2007 Pencue), 50 из которых — монолингвы. Данные переписи 2000 года сообщают о 610 носителях. Более 80 % свободно владеют испанским.
Относят к изолированным языкам. Кауфман относил андоке к бора-уитотской семье языков.